# Nederlands Artiestenkoor
Het Nederlands Artiestenkoor was een gelegenheidsformatie, bijeen gebracht door Peter Koelewijn en Jaap Eggermont, ter gelegenheid van het afscheidslied voor Joost den Draayer: "Joost mag 't weten", een verwijzing naar het NOS-Hilversum 3-radioprogramma "Joost mag niet eten", op werkdagen uitgezonden tussen 18 en 19 uur, dat op 31 mei 1978 stopte omdat Joost den Draaijer ontslagen werd als diskjockey wegens belangenverstrengeling met zijn platenmaatschappij Red Bullet en muziekuitgeverij Dayglow Music. Het programma ging de maandag erop verder, gepresenteerd door Frits Spits en onder de titel De Avondspits.
Het lied was geschreven op de melodie van de herkenningstune van Joost sinds 1961, "Asia minor" van Kokomo, dat op de B-kant van de single gezet werd. Dat nummer zelf was weer een moderne bewerking van Edvard Griegs pianoconcert in a mineur uit 1868. Het werd in de laatste uitzending live opgevoerd, hetgeen voor het eerst (en laatst) spraakwaterval Joost den Draaijer sprakeloos maakte.
De samenstelling van het "Nederlands Artiestenkoor" was (in volgorde van opkomst):
- Peter Koelewijn
- Saskia & Serge
- Albert West
- Tol Hansse
- André van Duin
- Corrie van Gorp
- Maggie MacNeal
- Lee Towers
- Danny Mirror
- Willeke Alberti
- Vader Abraham
- Ria Valk
- Zangeres Zonder Naam
- Nico Haak
- Conny Vandenbos

## Discografie

### Singles
| Single met eventuele hitnotering(en) in de Nederlandse Top 40 | Datum van verschijnen | Datum van binnenkomst | Hoogste positie | Aantal weken | Opmerkingen                   |
| ------------------------------------------------------------- | --------------------- | --------------------- | --------------- | ------------ | ----------------------------- |
| Joost mag 't weten                                            |                       | 10-6-1978             | 13              | 5            | #20 in de Nationale Hitparade |